# 潘泉
潘泉（1961年8月—），男，重庆人，中国自动化专家，西北工业大学教授。主要研究方向为控制科学与工程、模式识别与智能系统、信息融合、信息安全与保密管理、目标跟踪与识别等。

## 生平
1982年毕业于华中工学院自动控制专业，获工学学士学位。1982年至1988年，在重庆从事军用无线数字通讯装备的研制与制造工作，历任助理工程师、工程师。1991年毕业于西北工业大学自动控制系，获工学硕士学位。1997年毕业于西北工业大学自动控制系，获工学博士学位。历任西北工业大学发展计划处处长（2004年－2009年）、自动化学院院长（2009年－2018年）、自动化学院党委书记（2018年－2020年）。曾任国务院学位委员会第六届、第七届学科评议组控制科学与工程评议组成员。2014年获得第六届“全国优秀科技工作者”荣誉称号。